# 유달영
유달영(柳達永, 1911년 4월 8일 ~ 2004년 10월 27일)은 대한민국의 애국지사, 독립운동가, 농학자, 사회 운동가, 재건국민운동본부장(새마을운동의 전신 창립자,국무총리급) 수필가, 서예가, 서울대학교 교수이다.
경기도 이천시에서 태어났으며, 호는 성천(星泉)이다. 양정고등보통학교 시절 김교신의 애제자였으며 나중에 김교신과 사돈이 되었다. 1936년 수원고등농림학교(현재의 서울대학교 농과대학)를 졸업하고 미국 미네소타 대학교에서 공부했으며 1972년에 건국대학교에서 명예 농학박사 학위를 받았다.
일제강점기 독립운동을 하다 성서조선 사건으로 잡혀 김교신·함석헌·송두용· 장기려등과  세계적으로도 가장 잔혹하다는 서대문형무소에 수감되어 옥고를 치렀다. 취조하던 일본 경찰은  “너희 놈들은 지금까지 잡은 조선 놈들 중 가장 악질들이다. 너희들은 종교의 허울을 쓰고 조선민족의 정신을 깊이 심어 100년, 아니 500년 후에라도 독립이 될 터전을 마련해두려는 고약한 놈들이다.” 이라며 가혹한 처분을 내렸다.
류달영은 독립운동을 주도하고 서대문 형무소에 투옥된 공로를 인정받아 김구선생, 이봉창 의사와 같이 애국지사로 선정되어 국립묘지에 안장되었다.  정부는 그의 공로를 기려 건국포장을 수여했다.
정부는 건국포장은 대한민국의 건국과 국가의 기초를 공고히 하는 데에 헌신·진력(盡力)하여 그 공적이 뚜렷한 사람에게 수여한다고 밝혔다.
농민운동에 평생을 헌신해 ‘인간 상록수’로 불리는 그는
김교신의 권유로, 심훈의 소설 <상록수> 속의 주인공이기도 한 채영신의 실제 모델인 최용신의 전기 <최용신 소전>을 집필하여 출간하였다.
해방후에도 자신의 안위를 살피지 않는 애국지사로서 그의 업적은 계속돼 계엄령과 군사혁명으로 숨도 크게 못쉬던 공포에서도 동아일보’ 65년 5월 15일자에 국가동원체제에 대한 혐오라는 글을 기고하며 독재정권을 용감하게 비난했다.
“5·16군사혁명은 실패한 혁명으로 이 나라의 하나의 비극으로 종말지어졌다는 사실을 기억해야 한다. 국민의 자유와 민주주의를 짓밟는 군정이란 존재할 수 없는 것이었다. 그러나 존재할 수 없었던 것이 존재하였고, 또 그것이 완전히 실패로 돌아가고 만 것이다. "
일본식민지와 6.25전쟁으로 세계 최고 빈곤국이었던 조국을 살리고자 1961년 새마을 운동의 전신인 재건국민운동본부의 본부장을 맡았다.
박정희 대통령이 유달영을 여섯번이나 찾아가 간곡하게 국가재건을 맡아줄 것을 부탁한 육고초려의 일화는 유명하다.  군사정권을 반대하고 민주적인 운동을 꿈꿨던 그는 전권을 위임하고 간섭하지 않겠다는 약속을 받고서야 본부장직을 수락했다. 군사정권하 숨막히는 공포속에서도 그는 취임사에서 
"나는 군사정권을 싫어한다. 국민운동의 첫째 목적은 군정(軍政)을 단축시키는 데 있다." 라고 당당히 소신을 밝혔다
당시 재건국민운동본부장은 국무총리 대우였으나 대통령조차 어찌 못하는 최고의 지위였다. 
그를 무한신뢰하던 류영모,  함석헌, 이관구, 고재욱, 김팔봉, 김재준, 김활란등 군정에 비협조적인 지도층을 중앙위원으로 영입했다. 군정에 반대해 재야에 숨은 능력있는 인사들을 영입해 지도층을 하나로 화합시킨 것은 유달령만이 할 수 있는 일이었고 국가재건에 주원동력이 되었다. 
전국에 운동지부를 설립해 7만명이 넘은 농촌지도자와 41만여명의 농어촌 청소년 봉사대를 육성하였고 그들을 통해 자주, 민주적으로 국민이 주도하는 자치적인 개혁을 해나가기 시작했다. 국민들의 마음에  잘 살아보겠다는 의지의 불을 지펴 1년만에 전세계에 유래를 찾기 힘든 기적같은 성과를 이뤄냈다.
모든 길은 로마로 통한다고 했던 로마제국의 원동력이 운송이 가능한 도로 건설이었던 것처럼 유달령이 십 만km에 가까운 농수로를 개설해 재건의 바탕을 이루자 발전은 급속도로 이루어지기 시작했다.
국가재건의 마스터플랜이 완성되어가고 전국적으로 지부가 조성되어 기반이 모두 세워지자 민주적 재건보다 독재적 개혁을 원했던 국사정권은 1964년 2월 운동본부를 해체시키고 그를 기반으로한 군정 주도의 새마을 운동으로 변모시켰다.
유달령은 자신의 민주도의 국가재건운동이 반민주적 새마을 운동으로 변질된 것에 분노했고 이후 언론등에 재건운동이 새마을 운동의 전신임을 밝히지 못하게했다. 이로서 세계최고빈민국에서 OECD 경제대국으로 성장시켰던 한강의 기적의 바탕이된 그의 모든 공로는 독재정권으로 돌아가게된다.
애국지사로 일본강점기 세계 최악이라 불리는 서대문 형무소에 장기려, 함석헌, 김교신과 함께 투옥돼 혹독한 옥고를 치르기도 한 그는 독립운동과 국가재건운동을 하며 헌신하는 동안 자신의 안위는 물론 가족조차 제대로 돌보지 못해 세 자녀의  죽음을 목도해야했다.
자신의 아들이 죽고 치른  장례날에도 국민이 주신 공무를 미룰수 없다고 출근해 업무를 보아 주변인들을 숙연케 할 정도로  국가에 충성했지만 그가 새마을운동을 창시한 것을 기억하는 사람들은 이제 거의 모두 유명을 달리하고 없다.
세번째 아들의 죽음을 슬퍼하며 쓴 '슬픔에 관하여'는 국정교과서에 수록될 정도로 대한민국 최고의 수필로 손꼽혔다.
세자녀의 죽음조차 그의 불타는 애국심을 멈추지 못했다. 그의 집안은 생존한 네자녀와 그 배우자들 모두 서울대 출신인 천재 가문으로도 유명했는데 본인이 교수로 재직했던 서울대에서 장녀가 총장상을 수상 할때는 물론 단한번도 자녀들의 졸업식조차 참석하지 않을 정도로 오로지 국가와 민족을 위해 헌신했다.

조국의 미래를 책임질 인재 양성을 위해 한국보이스카우트 창단,
농촌이 경제적으로 자립하도록  마을금고를 창시
62년 전국재해대책위원회 창립,위원장 취임
1980년에 헌법개정 심의위원에 위촉되었고, 1981년 4월 23일에 국정자문회의 위원에 위촉되었다.
1983년 한국농축수산유통연구원 창설, 초대 원장 취임.
1984년 주간 ‘농축수산유통정보’ 창간 발행
1985년 한국무궁화 연구회 창립, 회장 취임
1990년 한국농어민신문사 창간
농학연구 활동을 하는 한편, 밝은 사회를 위한 사회 운동, 국가 위상을 높이고 애국심 고취를 위해 나라꽃 무궁화 개량과 보급에도 앞장섰다.
농학연구 활동을 하는 한편, 밝은 사회를 위한 사회 운동, 국가 위상을 높이고 애국심 고취를 위해 <나라꽃 무궁화>를 집필하는 등 무궁화 개량과 보급에도  앞장섰다.
한국 재건의 교과서라 불리는 <새역사를 위하여>외에 서울대학교 명예 교수, 유기농업협회 회장 등으로 일하면서  〈유토피아의 원시림〉, <누에와 천재>, 〈인간 발견〉, 〈흙과 사랑〉, 〈소심록〉, 〈유달영 인생론집〉 등 많은 수필집을 펴냈다.
2004년 10월 27일에 향년 93세의 나이로 별세하였다.
그의 유언에 따라 전재산은 사회에 환원되었다.
유족 장녀 인숙(전 뉴트로지나 연구실장 김교신 애국지사의 맏며느리.  孫  김동식, 명식, 진영)
신화(전 명지대학교교수 전LA 시청공무원 한국 최초 목사 김창식의 증손부.  孫  김찬유, 찬석)
인걸(전 한덴마크유가공 사장. 孫 세열 )
화숙 ( 壻 이헌원전 안양시장, 의정부시장, 동두천시장( 弟  이헌기 국회의원, 보사부차관, 노동부장관) 孫이정교 (경희대 미디어학과교수 妻 박민정(부천대학교수) 曾孫 서현, 서준 ) 孫 이지향(국제회의 운영전문가) 이지은, 이지애 (전 동아TV 프로듀서) 孫壻전형준 (전 ING Investment 부사장 曾孫 전승우, 건우, 서윤)
근정공로훈장‧국민훈장 동백장 금성화랑무공훈장ㆍ대통령 표창ㆍ홍조근정훈장
1982년 덴마크 문화훈장
1991년 성천문화재단 설립, 초대이사장, 상허 문화재단 농촌부문 상허대상 수상.
1994년 자랑스런 서울시민상 수상
1995년 대산농촌문화재단 제 1회 대산농촌문화상 수상,
대한 적십자 인도장 금장 수상.
1997년 유한재단 제2회 유일한 상 수상
1999년 금탑산업훈장 수상
2001년 인제인성 대상 수상
2015년 농림축산식품부 한국 농업의 별 선정
전국농업기술자협회 총재, 서울대학교 교수협의회 회장, 국민윤리학회 회장, 한국유기농협회 초대회장, FAO 기아해방 한국위원회 위원장, 대한가족계획협회 회장, 전국재해대책협의회 회장, 한국덴마크협회 회장, 카운슬러협회 회장, 4H운동 회장, 건전생활중앙협의회 회장, 한국원예협회 회장, 인간교육원 회장, 한국산업카운슬러협회 이사장, 세종기념사업회 부회장, 서울특별시 문화위원, 대한적십자 서울지사 상임위원, 사회교육 심의위원, 한국잡지윤리위원회 위원, 국제가족계획협회연맹 회장,범민족올림픽추진중앙회 고문이사‧한국 NGO지도자총연합 고문

## 같이 보기
- 국정자문회의
- 건국대학교
- 허정
- 장면